# Карасёво (Топчихинский район)
Карасёво — посёлок в Топчихинском районе Алтайского края. Входит в состав Хабазинского сельсовета.

## География
Расположено на левом берегу реки Алей. Абсолютная высота — 154 метра над уровнем моря.

## История
Основано в 1846 году. В 1926 году в деревне Карасева (Самодурнино) имелось 200 хозяйств и проживало 1096 человек (522 мужчины и 574 женщины). В национальном составе населения того периода преобладали русские. Действовали школа I ступени и лавка общества потребителей. В административном отношении являлось центром Карасевского сельсовета Чистюньского района Барнаульского округа Сибирского края.

## Население
| 1926 | 1998 | 1999 | 2000 | 2001 | 2002 | 2003 | 2004 | 2005 | 2006 | 2007 |
| ---- | ---- | ---- | ---- | ---- | ---- | ---- | ---- | ---- | ---- | ---- |
| 1096 | ↘70  | ↘65  | ↘62  | ↗67  | ↘66  | ↘57  | ↘47  | ↗52  | ↘39  | ↘33  |
| 2008 | 2009 | 2010 |      |      |      |      |      |      |      |      |
| ↘31  | ↘29  | ↘10  |      |      |      |      |      |      |      |      |

Национальный состав
Согласно результатам переписи 2002 года, в национальной структуре населения русские составляли 94 %.